# 格列飛列島
格列飛列島（キョンニョルビれっとう、かくれつびれっとう、朝鮮語: 격렬비열도）は、大韓民国忠清南道西方の黄海上にある諸島。泰安半島 (ko:태안반도) の西55km沖にあり、忠清南道の最西端にあたる。同じく国土の西端に浮かぶ白翎島や可居島と同様に中国に近いことから、軍事上重要な列島である。同列島の東は石島と隣接している。
行政上は泰安郡近興面 (ko:근흥면) 賈誼島里に属する。格列飛列島は北格列飛島、東格列飛島、西格列飛島の3つの島で形成されている。
気候は概して温和だが、冬季には季節風の影響で同じ緯度上の東海岸より寒い。 沿岸一帯は干潟が広く水深が浅いため船舶の接近が不可能。この列島は漁労作業時の航路標識になっている。

## 諸島
- 北格列飛島（有人島） (ko:북격렬비도)  - 灯台あり（1909年2月運用開始）。
- 東格列飛島（無人島）
- 西格列飛島（無人島）

## 交通
陸地との定期的な海上交通はない。